# Diego de Gardoqui

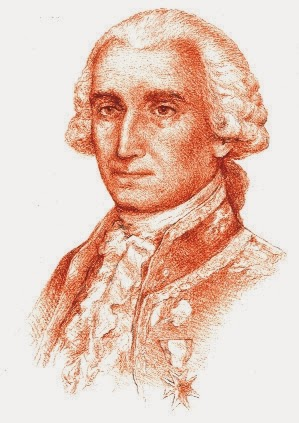
Diego de Gardoqui

Diego María de Gardoqui y Arriquíbar (* 12. November 1735 in Bilbao; † 1798 in Turin) war ein spanischer Kaufmann und Diplomat. Er war der erste spanische Botschafter in den Vereinigten Staaten.

## Leben
Gardoqui wurde 1735 als zweites Kind des Kaufmanns José Ignacio Gardoqui y Azpegorta und seiner Frau María Simona de Arriquíbar y Mozcorta geboren. In seiner Jugend diente er fünf Jahre lang als Lehrling des George Hayley in England, wo er sowohl die Englische Sprache als auch Kultur kennenlernte. Seine Bildung schloss er in der Obhut seines Onkels Nicolás de Arriquíbar bei der aufklärerischen Real Sociedad Bascongada de Amigos del País.
Nach dem Tod seines Vaters übernahmen er und seine Brüder dessen Unternehmen und erweiterten es zum führenden Importeur gesalzenen Kabeljaus aus Neufundland und dem nördlichen Neuengland. Durch Verbindungen zu führenden Patrioten gelang es ihnen, durch Exporte aus dem Amerikanischen Unabhängigkeitskrieg Profit zu schlagen.
Er wurde dadurch zu einem wichtigen Vermittler zwischen der spanischen Krone und der amerikanischen Republik und wurde 1785 zum ersten spanischen Botschafter in den Vereinigten Staaten. Als Spanien den Mississippi River dem amerikanischen Handel sperrte, handelte er mit dem US-amerikanischen Außenminister den „Jay-Gardoqui-Vertrag“ aus, der im Gegenzug für ein Handelsabkommen und eine Verteidigungsallianz diesen Zustand für 25 Jahre billigte. Auf Grund der Empörung der Südstaaten, für die der Mississippi eine bedeutsame Handelsader war, scheiterte der Vertrag allerdings im Konföderationskongress. Seine Amtszeit endete 1789, nachdem er an der Amtseinführung des ersten Präsidenten George Washington teilgenommen hatte.
Nachdem er nach Europa zurückgekehrt war, ernannte man ihn zum Finanzminister. 1796 wurde er spanischer Botschafter in Sardinien-Piemont. Dieses Amt führte er bis zu seinem Tod aus.
1765 heiratete er Brígida Josefa de Orueta y Uriarte, mit der er zwei Kinder hatte.